# 48e sessie van de Commissie voor het Werelderfgoed

Logo van de UNESCO World Heritage Convention

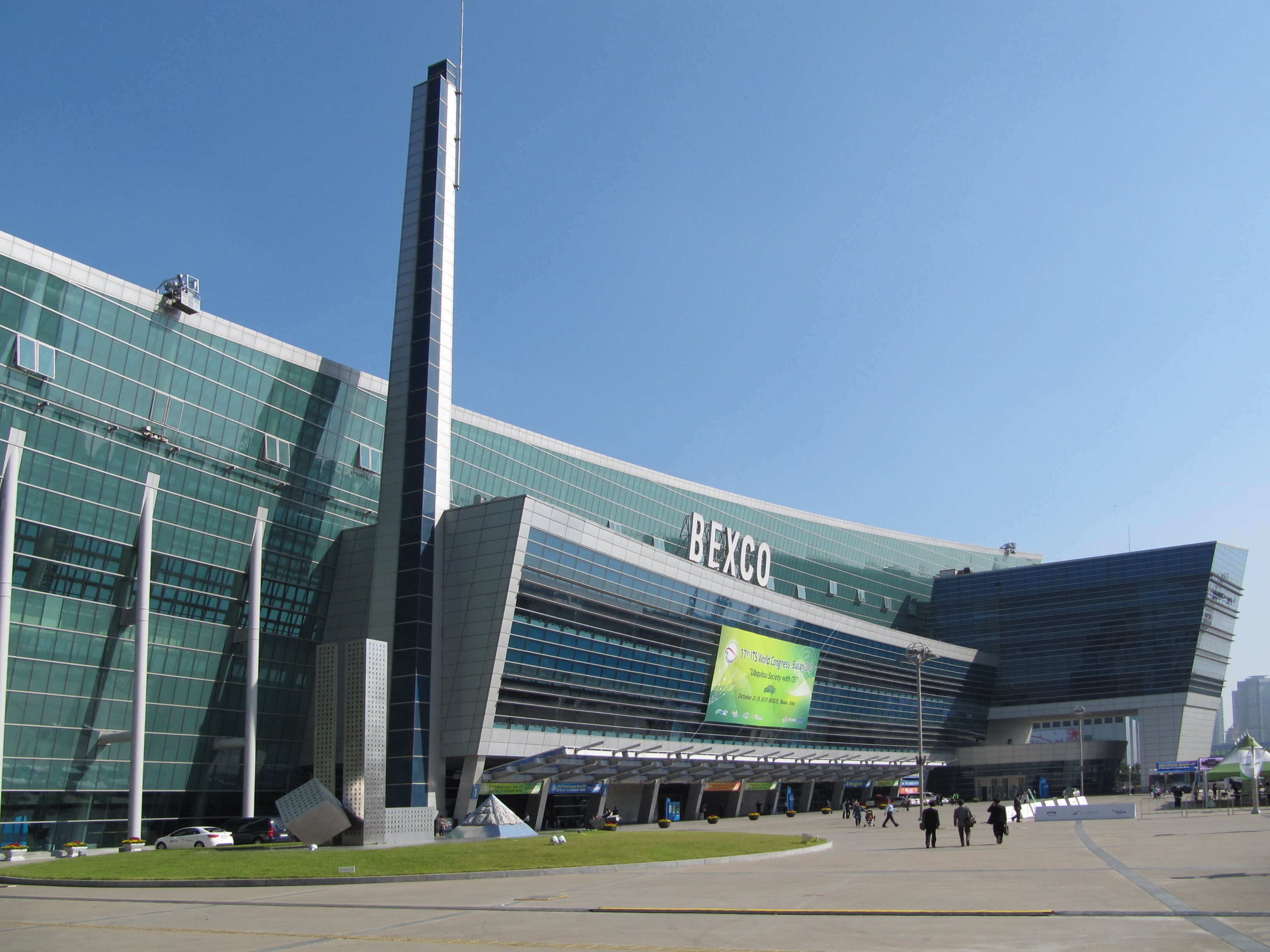
Het congrescentrum BEXCO in Busan, Zuid-Korea is de vermoedelijke locatie voor de 48e sessie

De 48e sessie van de Commissie voor het Werelderfgoed is een bijeenkomst van de UNESCO Commissie voor het Werelderfgoed die gepland is doorgang te vinden in juli 2026 in Busan in Zuid-Korea.
De Commissie voor het Werelderfgoed van de UNESCO oordeelt jaarlijks over nieuwe nominaties van natuur- en cultureel erfgoed, door landen voorgedragen als werelderfgoed, en enkele aanpassingen of uitbreidingen van eerder erkende sites die door landen werden ingediend. Er werden 38 voorstellen ingediend binnen de reglementaire periode tussen 2 februari 2024 en 31 januari 2025. Daarvan waren vijf voorstellen onvolledig, dus wordt het proces vervolgd met 33 voorgestelde sites, 22 culturele, 9 natuursites en 2 gemengde sites waarbij drie uitbreidingen zijn van bestaande erkenningen en twee aanpassingen zijn van bestaande erkenningen. Bij de nieuw voorgestelde sites vindt men onder meer het Mexicaanse Pátzcuaro, de Amazonia theaters van Brazilië (Amazonetheater in Manaus en het Theatro da Paz in Belém), het Amerikaanse Okefenokee National Wildlife Refuge in het Okefenokeemoeras, de wijde omgeving van de Olympus in Griekenland, Fujiwara-kyo en Asuka in Japan, de grafheuvels van de aristocratie van de Xiongnu (zoals Noin-Ula) in Mongolië en de koraalriffen en het zeereservaat van de Golf van Akaba voor respectievelijk Saoedi-Arabië en Jordanië. Deze worden nog voorafgaand aan de sessie in 2026 door werkgroepen van de commissie geëvalueerd. Maar ook de situatie van het erfgoed dat voorkomt op de lijst van bedreigd werelderfgoed, en de eventuele aanvullingen die hier noodzakelijk zijn, worden besproken.
De Koreaanse Erfgoed Diensten en de grootstedelijke overheid van Busan hebben de intentie de bijeenkomst van 19 tot 29 juli te houden, waarbij het BEXCO-congrescentrum naar verwachting als hoofdlocatie zal dienen. De voorzitter voor deze sessie werd nog niet aangeduid. Leden van de commissie voor de 48e sessie komen onder meer van de lidstaten Jamaica, Kazakhstan, Kenia, Libanon, Oekraïne, Senegal, Turkije, Vietnam en Zuid-Korea. Andere landen die een vertegenwoordiger moeten sturen moeten voor een termijn startend in 2025 tot 2029 nog aangeduid worden.
Vóór de start van de sessie bestond de werelderfgoedlijst uit 1.248 sites verdeeld over 170 landen: 972 culturele erfgoedsites, 235 natuurlocaties en 41 gemengde erkenningen. Maar daarvan zijn er in totaal al drie cultuursites die op de lijst stonden in de voorbije jaren geschrapt. Het Arabisch Oryx-heiligdom in Oman werd erkend in 1996 en geschrapt in 2007, Dresden-Elbedal in Duitsland werd ingeschreven in 2004 en geschrapt in 2009 en Maritieme handelsstad Liverpool, ingeschreven in 2004 werd geschrapt in 2021. Het aantal huidige nog erkende sites bedraagt dus voor de start 1.245, 235 natuursites, 969 cultuursites en 41 gemengde sites.
1977 · 
1978 · 
1979 · 
1980 · 
1981 · 
1982 · 
1983 · 
1984 · 
1985 · 
1986 · 
1987 · 
1988 · 
1989 · 
1990 · 
1991 · 
1992 · 
1993 · 
1994 · 
1995 · 
1996 · 
1997 · 
1998 · 
1999 · 
2000 · 
2001 · 
2002 · 
2003 · 
2004 · 
2005 · 
2006 · 
2007 · 
2008 · 
2009 · 
2010 · 
2011 · 
2012 · 
2013 · 
2014 · 
2015 · 
2016 · 
2017 · 
2018 · 
2019 · 
2020-2021 ·
2022-2023 ·
2024 ·
2025 · 
2026